# Incredulità di san Tommaso col vescovo Magno
L'Incredulità di San Tommaso col Vescovo Magno è un dipinto olio su tavola (350x210 cm) di Cima da Conegliano, databile al 1492 e conservato presso le Gallerie dell'Accademia a Venezia.